# 海蘭比奇 (馬里蘭州)
海蘭比奇（英語：Highland Beach）是一個位於美國馬里蘭州安妮阿倫德爾縣的市鎮。

## 人口
根據2020年美國人口普查的數據，海蘭比奇的面積為0.20平方千米，當中陸地面積為0.18平方千米，而水域面積為0.02平方千米。當地共有人口118人，而人口密度為每平方千米590人。